# Solca Wielka (gromada)
Solca Wielka – dawna gromada, czyli najmniejsza jednostka podziału terytorialnego Polskiej Rzeczypospolitej Ludowej w latach 1954–1972.
Gromady, z gromadzkimi radami narodowymi (GRN) jako organami władzy najniższego stopnia na wsi, funkcjonowały od reformy reorganizującej administrację wiejską przeprowadzonej jesienią 1954 do momentu ich zniesienia z dniem 1 stycznia 1973, tym samym wypierając organizację gminną w latach 1954–1972.
Gromadę Solca Wielka siedzibą GRN w Solcy Wielkiej utworzono – jako jedną z 8759 gromad na obszarze Polski – w powiecie łęczyckim w woj. łódzkim, na mocy uchwały nr 32/54 WRN w Łodzi z dnia 4 października 1954. W skład jednostki weszły obszary dotychczasowych gromad Borszyn, Solca Wielka i Solca Mała ze zniesionej gminy Tkaczew, obszary dotychczasowych gromad Cedrowice i Gębice ze zniesionej gminy Leśmierz oraz wieś Śliwniki i wieś Biedaszków z dotychczasowej gromady Śliwniki Nowe ze zniesionej gminy Parzęczew w tymże powiecie. Dla gromady ustalono 18 członków gromadzkiej rady narodowej.
Gromada przetrwała do końca 1972 roku, czyli do kolejnej reformy gminnej.